# Словињ
Словињ Велики је планина у општини Гламоч, Босна и Херцеговина. Има надморску висину од 1668 метара. Мали Словињ је планина у истој оштини. Има надморску висину од 1585 метара.